# Chêne du Liban
Quercus libani
Espèce
Classification phylogénétique
Le chêne du Liban (Quercus libani) est un arbre monoïque de la famille des Fagacées originaire d'Asie mineure (Syrie). Il est peu répandu en dehors de cette zone et des arboretum où il a été importé, en France, en 1855.

## Description

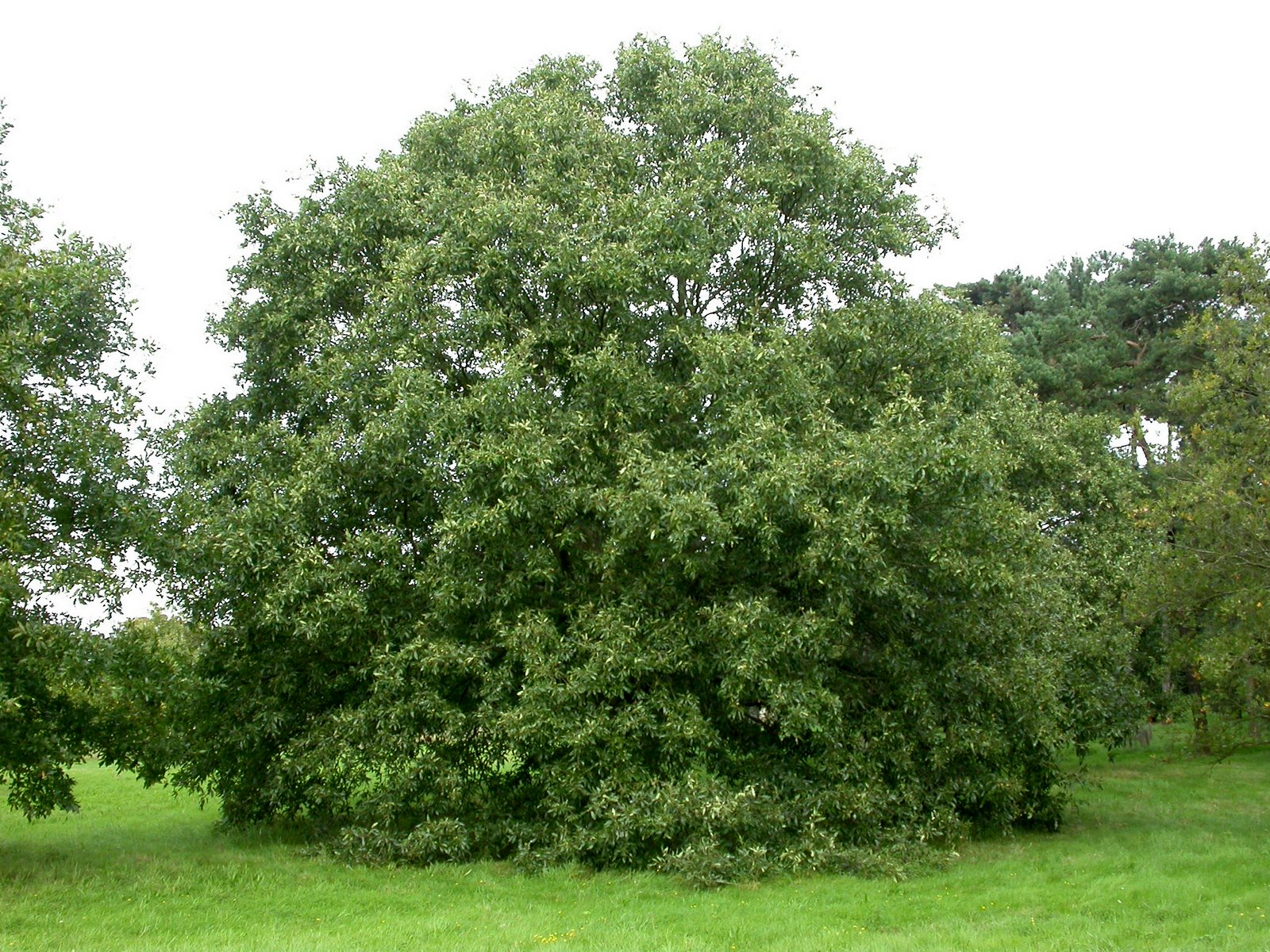
Le port arrondi du Chêne du Liban.

Le chêne du Liban a un port arrondi et peut atteindre une hauteur de 10 mètres.
Il est rustique jusqu'en zone USDA 6.
Ses feuilles dentées vertes sont caduques ou semi-persistantes. Elles mesurent 3 cm de large et 10 cm de long et ressemblent à celles d'un châtaignier.
Ses fleurs en longs filaments sont précoces (fin mars).
Les glands sessiles mesurent 2 à 3 cm de diamètre.

## Culture
Le chêne du Liban supporte tous types de sols (acide, neutre ou alcalin).
Les glands perdent rapidement leur pouvoir germinatif. Mieux vaut les semer dès leur maturité à leur emplacement définitif car l'espèce supporte mal les transplantations. Ils peuvent ne germer que la deuxième année.

## Utilisation
Ses glands permettent de fabriquer une farine comestible, et torréfiés, un café de substitution.
Un mulch de ses feuilles écarte les vers et les limaces mais on ne doit pas utiliser les jeunes feuilles car elles ont un effet inhibiteur sur la croissance des plantes (allélopathie).

## Histoire
L'espèce est évoquée dans le Livre d'Osée :
Os 14:6 - je serai comme la rosée pour Israël, il fleurira comme le lis, il enfoncera ses racines comme le chêne du Liban ;